# Jaskinia Dolná Túfna
Jaskinia Dolná Túfna – jaskinia krasowa w południowej części grupy górskiej Wielkiej Fatry na Słowacji. Długość jaskini wynosi 68 m.

## Położenie
Jaskinia leży na terenie tzw. Krasu Harmanieckiego, w zamknięciu doliny Túfna (lewe orograficznie odgałęzienie Harmaneckiej doliny), w zboczach masywu szczytu Črchľa (1207 m n.p.m.). Jej wejście znajduje się na wysokości 935 m n.p.m., poniżej i w bok od jaskini Horná Túfna.

## Geologia, morfologia
Jaskinia powstała w triasowych skałach wapienno-dolomitowych lokalnego płaskowyżu Krásna, potrzaskanych licznymi złomami i uskokami. Jest jaskinią pochodzenia fluwiokrasowego: w linii większych spękań skał utworzył ją potok Tufná, który dziś wypływa ok. 40 m niżej. Wejście do niej ma formę dużego portalu, znajdującego się u podstawy przewieszonej ściany skalnej. Jaskinia posiada interesująca szatę naciekową, obecnie jednak mocno zniszczoną przez nieodpowiedzialnych turystów i domorosłych archeologów. Charakterystyczne są tu niewielkie misy naciekowe, zajmowane przez jeziorka jaskiniowe.

## Dzieje poznania
Podobnie jak jaskinia Horná Túfna, Dolná Túfna była okresowo zamieszkiwana przez grupy paleolitycznych łowców niedźwiedzi jaskiniowych. Świadczą o tym znaleziska kości tych zwierząt ze śladami celowej obróbki mechanicznej lub opalenia, jednak znacznie skromniejsze niż z Hornéj Túfnej.

## Ochrona jaskini
Jaskinia znajduje się na terenie Parku Narodowego Wielka Fatra, na terenie rezerwatu przyrody Horná a Dolná Túfna. W 1981 r. została objęta (wraz z jaskinią Horná Túfna) ochroną jako narodowy pomnik przyrody (słow. Národná prírodná pamiatka Horná a Dolná Túfna), jednak późniejsza ustawa o ochronie przyrody i krajobrazu (nr 287/94) zniosła ten rodzaj ochrony.

## Turystyka
W pobliżu jaskini przebiega zielono znakowany szlak turystyczny z Harmanca do hotelu górskiego Kráľova studňa, jednak jaskinia (ze względu na znaczenie dla nauki) nie jest udostępniona do zwiedzania.